# Distretto di Chellal
Il distretto di Chellal è un distretto della Provincia di M'Sila, in Algeria.

## Comuni
Il distretto di Chellal comprende 4 comuni:
- Chellal
- Ouled Madhi
- Khettouti Sed El Djir
- Maarif